# Olympische Jugend-Sommerspiele 2010/Teilnehmer (Ungarn)
| Gelbes Symbol für Goldmedaillen mit stilisierten Olympischen Ringen | Graues Symbol für Silbermedaillen mit stilisierten Olympischen Ringen | Braundes Symbol für Bronzemedaillen mit stilisierten Olympischen Ringen |
| ------------------------------------------------------------------- | --------------------------------------------------------------------- | ----------------------------------------------------------------------- |
| 6                                                                   | 4                                                                     | 5                                                                       |

Die Jugend-Olympiamannschaft aus Ungarn für die I. Olympischen Jugend-Sommerspiele vom 14. bis 26. August 2010 in Singapur bestand aus 51 Athleten.

## Athleten nach Sportarten

### Bogenschießen
Jungen
- Sebastian Linster

### Boxen
Jungen
- Zoltán Harcsa
Bronze  Mittelgewicht
- József Zsigmond

### Fechten
| Mädchen - Dóra Lupkovics Bronze Florett Einzel | Jungen - Antal Györgyi - András Szatmári |

### Gewichtheben
Mädchen
- Lilla Berki

### Judo
| Mädchen - Barbara Batizi Silber Klasse bis 44 kg | Jungen - Krisztián Tóth Bronze Klasse bis 81 kg |

### Kanu
| Mädchen - Ramóna Farkasdi Gold Kajak-Einer Sprint | Jungen - Sándor Tótka Gold Kajak-Einer Sprint |

### Leichtathletik
| Mädchen - Anasztázia Nguyen - Réka Czúth - Diána Szabó - Krisztina Váradi Silber Diskuswurf - Fruzsina Fertig | Jungen - János Káplár - Balázs Töreky Bronze Hammerwurf |

### Moderner Fünfkampf
| Mädchen - Zsófia Földházi Silber Einzel | Jungen - Gergely Demeter |

### Radsport
| Mädchen - Zsófia Kéri | Jungen - Ferenc Stubán - Péter Fenyvesi - Patrik Szoboszlai |

### Ringen
| Mädchen - Zsanett Németh | Jungen - Adrián Kránitz |

### Rudern
| Mädchen - Hella Kiss - Szimona Uglik | Jungen - Mark Biro |

### Schießen
| Mädchen - Katinka Szijj | Jungen - István Kapás - Csaba Bartók |

### Schwimmen
| Mädchen - Boglárka Kapás Gold 200 m Schmetterling Gold 400 m Freistil Silber 200 m Freistil - Diana Ambrus - Anna Olasz - Ágnes Bucz | Jungen - Péter Bernek Gold 200 m Rücken - Zsombor Szana - Bence Biczó Gold 200 m Schmetterling - Balázs Zambo Bronze 200 m Rücken |

### Segeln
Jungen
- Peter Batho
- András Nikl

### Tennis
| Mädchen - Tímea Babos Bronze Doppel (mit An-Sophie Mestach Belgien) | Jungen - Márton Fucsovics - Mate Zsiga |

### Tischtennis
| Mädchen - Mercédesz Nagyváradi | Jungen - Tamás Lakatos |

### Triathlon
| Mädchen - Eszter Dudas Gold Staffel Mixed (im Team Europa 1) | Jungen - Gabor Hanko |

### Turnen
| Mädchen - Bianka Szabina Mityko | Jungen - Levente Vagner |